# Talará
Talará es una localidad española perteneciente al municipio de Lecrín, en la provincia de Granada. Está situada en la parte oriental de la comarca del Valle de Lecrín. Cerca de esta localidad se encuentran los núcleos de Mondújar, Murchas, Chite, Béznar, Melegís, Peloteos y Restábal.

## Toponimia
El topónimo deriva del árabe حارة العرب (ḥārat al-ʿarab), «barrio de los árabes».

## Historia
Talará fue un municipio independiente hasta 1967, cuando se fusionó junto con Acequias, Chite, Mondújar y Murchas en un solo municipio llamado Lecrín; desde entonces ostenta la capitalidad municipal y es la sede del ayuntamiento lecrinense. Seis años más tarde también se incorporó Béznar, junto con su por entonces pedanía de Peloteos.

## Demografía
| Gráfica de evolución demográfica de Chite y Talará entre 1842 y 1960 |
| |
| Población de derecho según los censos de población del INE Población de hecho según los censos de población del INEEn 1967 este municipio desaparece porque se agrupa en el municipio Lecrín |

Según el Instituto Nacional de Estadística de España, en el año 2021 Talará contaba con 629 habitantes censados.

### Evolución de la población
| Gráfica de evolución demográfica de Talará entre 2003 y 2013 |
|                                                              |
| Datos según el nomenclátor publicado por el INE              |

## Cultura

### Fiestas
Talará celebra cada año sus fiestas patronales el fin de semana más próximo al 8 de diciembre en honor a su patrona, la Purísima Concepción. El viernes de esa semana, a las 6:30h de la madrugada, existe la costumbre de comenzar los festejos con una diana. También cabe destacar la gran paellada —característica del Levante peninsular— que se hace en la Casa de la Cultura para todos los vecinos y visitantes.
En el mes de junio se celebra el Corpus, donde se montan altares y se adornan las calles con flores, mantones y colchas vistosas.